# Rem Koolhaas
En Remment Lucas "Rem" Koolhaas (nascut el 17 de novembre de 1944) és un arquitecte neerlandès, teòric de l'arquitectura, urbanista i professor d'arquitectura i disseny urbà a l'escola de disseny de la Universitat Harvard. Les seves obres abandonen el compromís prescriptiu del Moviment Modern, anunciant la impossibilitat de generar nous inicis en el dia a dia i practica una arquitectura que cristal·litza la realitat socio-política del moment.
En Remment Lucas Koolhaas va néixer a Rotterdam i va viure durant quatre anys de la seva adolescència a Indonèsia. Acabats els seus estudis escolars, fill d'un escriptor i net d'un arquitecte, absorbeix les dues professions per a desenvolupar-les al llarg de la seva vida. Es va dedicar inicialment al periodisme, treballant en una rotativa de La Haia. Posteriorment, va estudiar arquitectura a l'Architectural Association de Londres.
Un cop retorna als Països Baixos, en Koolhaas estableix el 1975 el seu despatx d'arquitectura juntament amb tres socis -entre ells, la Madelon Vriesendorp, la seva esposa-, al qual va anomenar Office for Metropolitan Architecture (OMA). Recentment, l'OMA va segregar part de les seves tasques a una segona oficina, l'AMO.
Koolhaas és un arquitecte que projecta edificis de clara consistència física, en els que la massa obté un caràcter predominant, és també un teòric de l'arquitectura i ha publicat diversos llibres. Entre els més importants hi ha "S, M, L, XL", "Mutacions", "Content" i "Delirious New York: A Retroactive Manifesto for Manhattan". Una altra de les facetes d'en Koolhaas i possiblement, la més important, és la seva tasca com a urbanista. Predomina la seva especial predilecció per l'ús de la congestió a les seves obres, com per exemple: en els projectes per a Lilla o per a Melun Senart, i el seu gust per les ciutats asiàtiques.
Des dels anys 80, l'Office for Metropolitan Architecture està activa en l'àmbit mundial. Uns dels primers projectes van ser el centre comercial i empresarial Euralille a la ciutat francesa de Lilla, la Villa Dall'Ava a París i el complex d'habitatges Nexus a la ciutat japonesa de Fukuoka. Va rebre molt de reconeixement per la Maison à Bordeaux, que va ser construïda per a un client amb discapacitat.
Des de l'any 2000 és professor convidat a la Universitat Harvard. El 2000, en Koolhaas va rebre el premi Pritzker, el guardó internacional més important d'arquitectura. Ha donat classes en diverses escoles i universitats. Des del 2000, l'Office for Metropolitan Architecture és conegut a través del món per la col·laboració amb Prada, que va desembocar en l'equipament de Prada Epicenters a Nova York, Los Angeles i Xangai, el disseny de moltes desfilades de moda i el Prada Transformer a Seül, un objecte dinàmic que es pot transformar. Altres projectes coneguts són el Campus Center de l'Institut de Tecnologia d'Illinois a Chicago, la nova biblioteca central de Seattle, la sala de concerts Casa da Música a Porto i la nova Ambaixada neerlandesa a Berlín, per la qual fou guardonat amb el Premi d'Arquitectura Contemporània Mies van der Rohe el 2005, i probablement dels seus projectes més costosos i celebrats amb Office for Metropolitan Architecture van ser l'enorme edifici central de la China Central Television a Pequín i el nou edifici de la borsa de Shenzhen.